# Adolf Průcha
Adolf Průcha, pseudonym Adolf Zlonický (16. června 1837 Zlonice – 20. října 1885 Praha) byl český varhaník a hudební skladatel.

## Život
Hudební základy získal u svého učitele ve Zlonicích Josefa Tomana. Zpíval v místním chrámovém sboru. V roce 1849 se stal zpěvákem v křížovnickém kostele svatého Františka z Assisi v Praze a studoval na gymnáziu na Starém Městě. Vystudoval učitelský ústav a Varhanickou školu. Od roku 1859 působil jako varhaník v několika pražských chrámech a učil na Varhanické škole. Byl sbormistrem pěveckého spolku Beseda a v roce 1878 se stal ředitelem kůru v kostele svatého Petra na Poříčí.
Jako skladatel se věnoval převážně chrámové hudbě a byl zastáncem reformních snah v církevní hudbě. V oblasti světské hudby komponoval hlavně vokální skladby. Smíšený sbor Řekněte mně větrové je jedním z prvních zhudebnění veršů Jana Nerudy.

## Dílo (výběr)

### Chrámová hudba
- Slavnostní mše d-moll
- Missa angelica
- Requiem pro mužské hlasy
- Fantasie pro varhany F-dur

### Mužské sbory
- Povzbuzení ke zpěvu
- Nevěsta předoucí
- Hlahol náš

### Smíšené sbory
- Dívčí bol
- Kytičky
- Řekněte mně větrové
- Sbírka čtverozpěvů pro smíšené hlasy